# Cido Sério
Aparecido Sério da Silva, mais conhecido como Cido Sério (Bento de Abreu, 7 de setembro de 1959) é um político brasileiro, formado em direito, divorciado e pai de três filhos, Maíra, Coraci e João Pedro. Foi prefeito da cidade de Araçatuba de 2009 até 12 de abril de 2016 e de 4 de julho de 2016 até 31 de dezembro de 2016. Em 2011 foi condecorado com a medalha Centenário do Corpo de Bombeiros. Sério é um dos responsáveis pelo processo de demolição do antigo Hospital Modelo e pela articulação pelo primeiro curso de medicina em Araçatuba. Durante sua gestão foi fechado um hospital psiquiátrico e proposto o fechamento de uma maternidade. Atualmente é filiado ao Partido Verde.

## Biografia
Sério é o quarto filho de Tereza Joana Lopes e João Sério da Silva. Nasceu em Bento de Abreu e passou sua infância em Santo Antônio do Aracanguá. Foi para a cidade de Araçatuba quando tinha 7 anos. Estudou nos colégios Luiz Gama e Genésio de Assis. Trabalhou na Farmácia Saran como office-boy, na Casa Zats e como revisor do jornal local Folha da Região. Sua carreira como bancário inicia-se em 1985.
Atuou como sindicalista, membro do Conselho de Representação e Participação do Banespa e foi diretor da Associação dos Funcionários do Banespa. No Banespa, atualmente Santander, lutou contra a sua privatização.
Foi vice-presidente do Centro de Defesa dos Direitos Humanos de Araçatuba.

## Carreira política

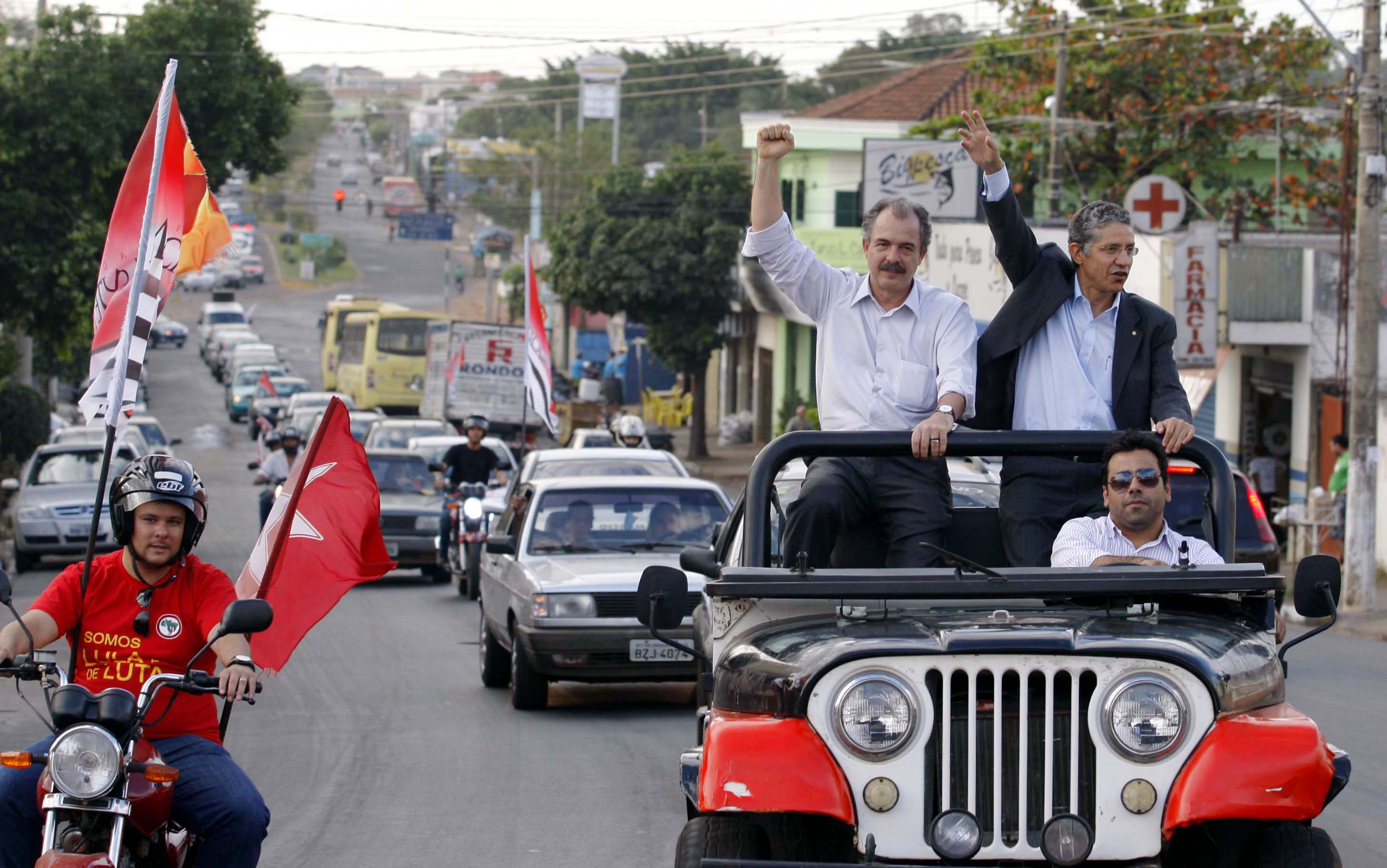
Sério e Aloizio Mercadante em 2010.

Em 1988 foi candidato a vereador; era a primeira vez que Sério participava de uma eleição.
Nas eleições de 2006, pelo Partido dos Trabalhadores, foi eleito deputado estadual por São Paulo, com 63 mil votos. No decorrer do mandato elaborou projetos como o Plano de Governança Sustentável que foi aprovado na assembleia legislativa e um projeto que visava obrigar servidores e deputados estaduais a matricularem seus filhos nas escolas públicas.
Em junho de 2008 foi anunciado como candidato à prefeitura de Araçatuba, tendo como vice o apresentador de televisão Carlos Hernandes. Nas eleições municipais para prefeito, realizadas em 05 de outubro de 2008, ganhou a eleição para prefeitura de Araçatuba obtendo 43.093 votos.
Em 2018, após 34 anos no Partidos dos Trabalhadores, muda para a legenda do Partido Republicano Brasileiro para disputar as eleições para deputado federal.
Em 2024, muda para a legenda do Partido Verde para disputar as Eleições Municipais de Araçatuba.

### Como prefeito de Araçatuba
2009
No início de seu mandato, recebeu críticas por colocar o lema Araçatuba para Todos (utilizado em sua propaganda eleitoral) em kits de material escolar fornecidos aos alunos da rede municipal de ensino, o que lhe rendeu um processo na Justiça. No entanto, o juiz de Direito da Vara da Fazenda Pública de Araçatuba, João Roberto Casali da Silva, aceitou apenas parte da denúncia, aplicando uma multa ao prefeito, equivalente a um salário à época, devidamente corrigido e mais as custas do processo. A câmara de vereadores da cidade de Araçatuba também negou o pedido. Em agosto de 2009, novas denúncias realizadas pelo ex-vereador e inimigo político do prefeito, Marcelo Andorfato, mostravam possíveis irregularidades na contratação de uma empresa no valor de R$ 225 mil, para uma conferência regional. Novamente, a câmara de vereadores rejeitou e arquivou o pedido de abertura de comissão processante. Não houve provas de irregularidades.
Cido Sério, no primeiro ano de governo, teve dificuldades orçamentárias para arrumar o asfalto degradado deixado por administrações anteriores. Foi obrigado a buscar recursos junto ao Governo Federal. No último semestre de 2009, iniciou o processo de asfaltamento e recapea das ruas da cidade, priorizando as vias de ligação e as que passam por escolas e Unidades Básicas de Saúde (UBSs). Ao fazer um balanço de 2009, Cido Sério destacou a atuação da gestão na área social, com a ampliação do CREAS (Centro de Referência Especializado de Assistência Social), construção de dois CRAS (Centros de Referência de Assistência Social) e reforma de outros dois, além da construção das 38 casas do Condomínio Vitória (inaugurado em março de 2010).
Em 2009 foram recapeados 7,38 km de vias públicas, investimento de R$ 1 milhão.
2010
As fortes chuvas que durante a virada do ano e mês de janeiro na cidade de Araçatuba provocaram a maior enchente da década na administração de Serio. Foi calculado um prejuízo de 30 milhões de reais. Devido a esta situação, o prefeito teve que decretar estado de emergência na cidade.
Em março, Cido Sério concretiza um projeto de moradias sustentáveis para abrigar 38 famílias que viviam em área de risco na cidade. A Administração construiu o Condomínio Vitória, cujas casas tem jardim, aquecedor solar, torneiras e geladeiras econômicas. A Prefeitura investiu cerca de R$ 650 mil no projeto.
Araçatuba passou por uma nova epidemia de dengue no começo do ano. Até o final de janeiro existiam mais de 700 casos confirmados de dengue na cidade, uma média de 27 infecções por dia. Desta forma, foi necessário recorrer ao caminhão nebulizador de veneno que passa pelas ruas da cidade. Todavia, os casos de dengue confirmados por clínica médica e exame continuaram crescendo e em março o total de casos era de 3933. Atingindo quase 8.000 casos de dengue em abril, o prefeito lançou projeto aprovado pela Câmara dos Vereadores que elevou a multa dos munícipes que manterem criadouros de larvas do mosquito da dengue em suas residências de R$ 260 para R$ 600.
Sério assinou acordos para a ampliação de uma nova avenida na zona leste da cidade em março de 2010, com investimento previsto de cerca de R$ 1,3 milhão. Denominada de Avenida Abraão Buchala, em homenagem a família que doou uma gleba de terras próximo ao bairro Umuarama localiza-se como prolongamento da Avenida Romano Massarotto de Oliveira. Estão previstas também construção de apartamentos e de um supermercado na região.O prefeito também inaugurou um Centro de Referência da Mulher e iniciou projetos de recuperação do Ribeirão Baguaçú. Também foi iniciado em 2010 a colocação de galerias no bairro Umuarama num investimento de R$ 238.769,12.
A prefeitura realizou recapeamento de avenidas de grande fluxo de veículos, como a Av. dos Fundadores, Porangaba, Bolívia, Duque de Caxias, Argentina, Aviação, as avenidas Baguaçu e José Ferreira. A administração municipal não havia entregue kits escolares até o final de maio de 2010 nas escolas municipais. Os kits foram entregues após 3 meses e 18 dias do início das aulas e tiveram um custo total de R$ 1,68 milhão, para 15 mil alunos.
O prefeito criou sete novas secretarias e 395 cargos, privilegiando funcionários de carreira (concursados), fazendo assim uma reforma administrativa devido a problemas referentes a cargos de confiança criados inconstitucionalmente em 2001. Em agosto, inaugurou a Casa de Passagem para acolher crianças e adolescentes em situação de risco de forma provisória e emergencial e também fez investimentos da ordem de R$ 143 mil para monitoramento através de microcâmeras nas escolas municipais.
Apesar dos investimentos de cerca de R$ 3 milhões em recapeamento (15,5 km) de ruas e avenidas até novembro de 2010, esse item continuava a ser uma das queixas importantes dos habitantes de Araçatuba contra a administração municipal.
Orçamento participativo
Em agosto de 2010, o prefeito Cido Sério consolidou uma das diretrizes do seu programa de governo - a participação popular -, com a realização das primeiras plenárias do Orçamento Participativo (OP) de Araçatuba. Foram 13 no total, e elas reuniram cerca de 1,5 mil pessoas em várias regiões da cidade.
Estaleiro para escoar etanol

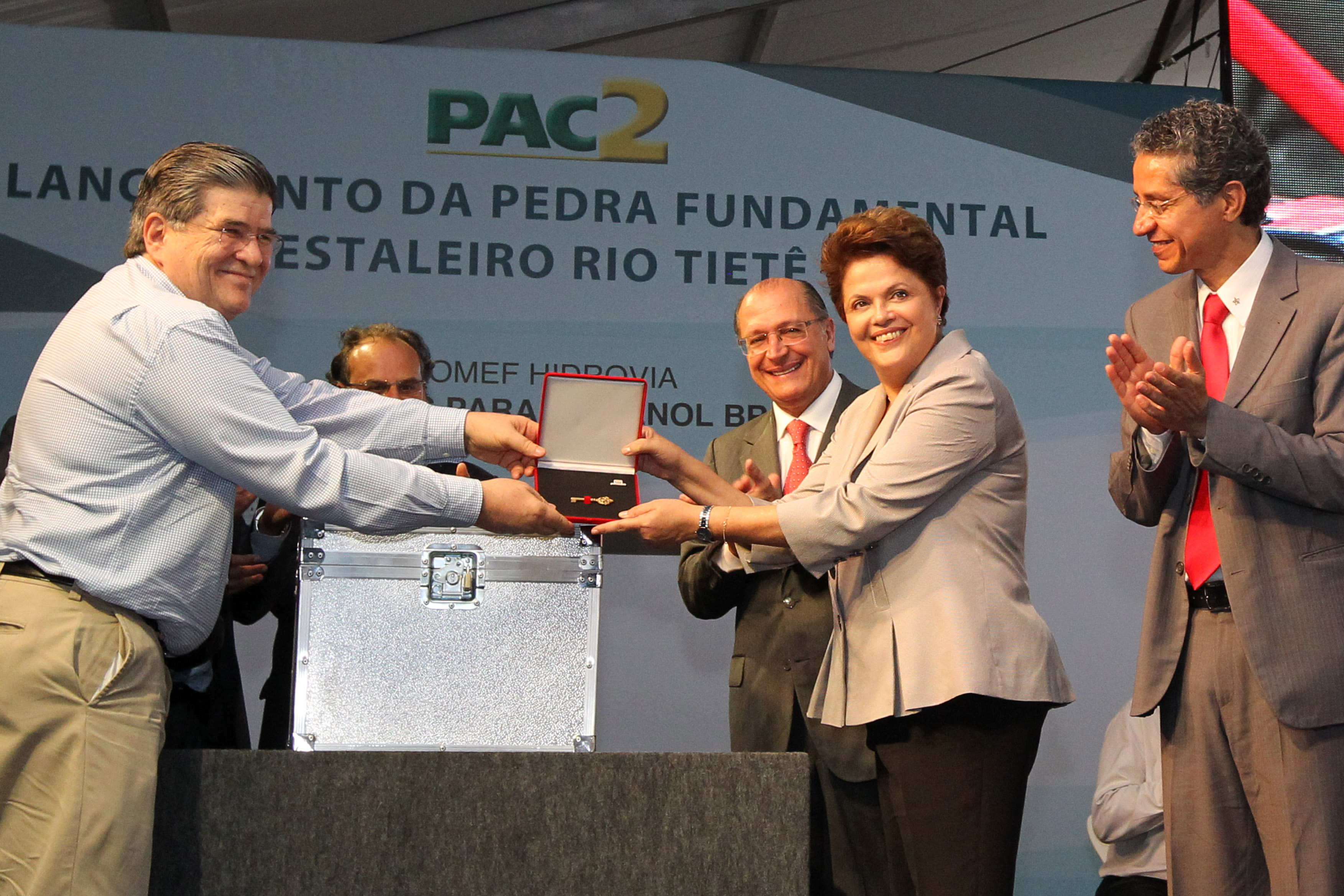
Dilma Rousseff e Cido Sério (na direita) na Inauguração da pedra fundamental do estaleiro em 2011.

A Transpetro, subsidiária da Petrobras, anunciou a instalação de um estaleiro que vai representar investimento de US$ 270 milhões (o equivalente a R$ 474 milhões) em Araçatuba. Serão fabricados 20 comboios e 80 barcaças para escoamento de etanol pela hidrovia Tietê-Paraná. Mais de 2 mil empregos (diretos e indiretos) serão criados. Na entrevista à imprensa, o prefeito Cido Sério disse que Araçatuba foi escolhida, entre outros fatores, pelo trabalho político realizado pelo município, logística integrada e a consolidação de Araçatuba como capital do setor da bioenergia na região Centro-Sul. Todo o processo de articulação foi conduzida pelo prefeito Cido Sério e pelo secretário municipal de Desenvolvimento Econômico e Relações do Trabalho, Carlos Farias, que destacou em entrevista à imprensa a importância dos contatos de Cido Sério com o Governo Federal e do programa de atração de investimentos feito pela gestão do prefeito, que consiste em levar informações e potencialidades de Araçatuba para os investidores.
2011

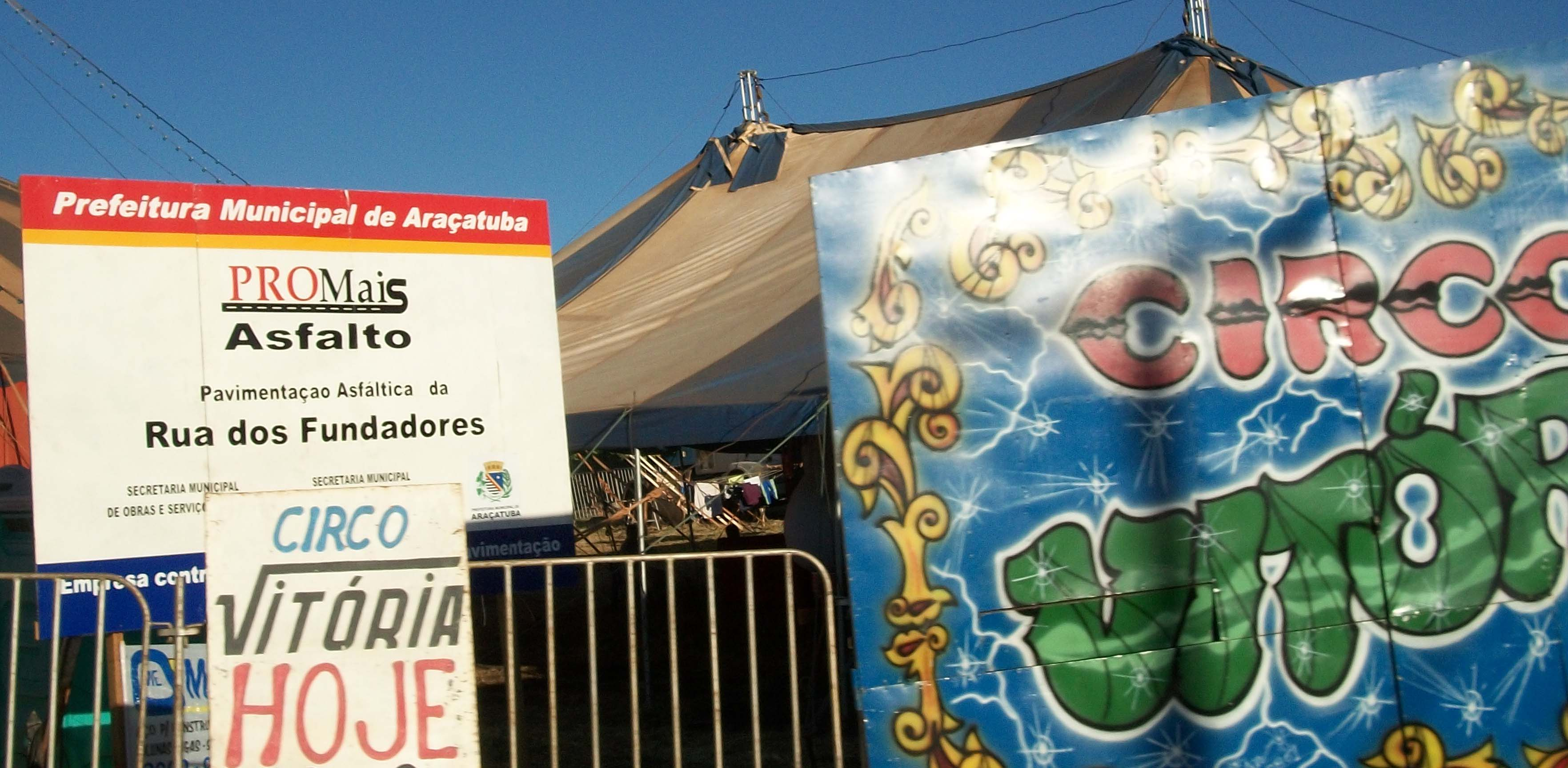
Placa do programa PROMais Asfalto.

Em janeiro lançou o programa PROMais ASFALTO em face as crescentes reclamações sobre as condições do asfalto da cidade. O programa tem como objetivo investir aproximadamente R$ 20 milhões em construções de galerias, recapeamento e asfaltamento. Todavia o município ainda não possui 100% das vias urbanas asfaltadas.
No início de fevereiro foi instaurada uma ação de improbidade administrativa por parte do Ministério Público contra Sério e mais 7 vereadores (Aparecido Saraiva da Rocha, Cláudio Henrique da Silva, Durvalina Gomes da Silva Garcia, Edval Antônio dos Santos, Ermenegildo Nava, Joaquim Pereira de Castilho e Olair Bosco) do município para apurar possíveis irregularidades na reforma administrativa realizada em 2010.O prefeito afirmou estar sendo perseguido politicamente.Posteriormente a Vara da Fazenda Pública de Araçatuba isentou os vereadores da investigação, deixando apenas o prefeito.
Os gastos da Prefeitura com propagandas foram orçados em R$ 2,4 milhões. De acordo com o secretário de comunicação do município, após investir em educação e saúde é necessário a prefeitura mostrar o que está fazendo.Porém as licitações para contratação das agências que efetuariam a propaganda para a prefeitura foram questionadas pela Vara da Fazenda Pública de Araçatuba.No entanto, posteriormente, uma liminar impediu a prefeitura de gastar recursos com propagandas.
Deu início a implantação de galerias pluviais na av. Odorinho Perenha, investimento estimado em 600 mil reais. A origem dos recursos foi oriunda de emendas realizadas pelo deputado estadual Roque Barbiere.
Iniciou asfaltamento de 2km de vias do bairro Umuarama, pelo valor de R$ 632 mil. Os recursos foram originados por Serio enquanto ainda era deputado. R$ 40 mil são recursos próprios da prefeitura.
Adesivos começaram a aparecer colados nos carros com a inscrição "Visite Araçatuba antes que acabe", como forma de chamar atenção do governo municipal.
Em 18 de março chegaram novos maquinários (dois rolos compactadores, três recortadoras de asfalto, três máquinas sopradoras e dois compactadores manuais) para tentar solucionar a questão dos buracos. Serio afirmou que estaria tudo resolvido até 2012.
Em abril uma nova ação do Ministério Público foi instaurada para apuração dos valores gastos com kits escolares.No entanto o fato não será investigado pela Câmara Municipal de Araçatuba, pois o pedido de Comissão Processante foi negado pela Casa.
Em 7 de junho de 2011 reformulou site da prefeitura sem custos ao município, com a inclusão de vários recursos de interação. Ainda recebeu notificação do Ministério Público por uma suposta promoção pessoal ao ter lançado a revista Araçatuba Melhor com a publicação de seus feitos em 2009/10, protocolada pelo seu adversário político e ex-vereador Marcelo Andorfato. O fato foi amplamente criticado em editorial pela imprensa local. Segundo a assessoria de comunicação da prefeitura o jornal local Folha da Região interpreta de forma equivocada e não revela informações importantes o que induz o leitor ao erro.
Em enquete (sondagem não oficial e sem critério de pesquisa eleitoral) realizada pelo jornal Folha da Região via Internet de 32.564 obteve 13.512 votos a seu favor vencendo a enquete com 41,49% das intenções de voto.
Em setembro autorizou reajuste da passagem de ônibus de R$ 2,30 para 2,50.Já em novembro foi notificado pelo Tribunal de Contas do Estado a explicar salários pagos acima do teto para médicos em 2009.
Em sua gestão o município de Araçatuba recebeu o título das 100 Cidades Mais Sustentáveis pela implantação do estaleiro de etanol no rio Tietê.
Em dezembro iluminou a avenida Brasília com decoração de Natal, iniciou recapeamento da Avenida Pompeu de Toledo e duplicação da Avenida Odorinho Perenha.
2012
Em janeiro Sério anunciou o recapeamento da Avenida Brasília, local de entrada da cidade de Araçatuba.
Foi multado pelo TRE em 10 mil reais por propaganda eleitoral antecipada, por ter publicado um jornal com diversas obras realizadas. O prefeito informou que a publicação foi realizada por uma empresa que simpatiza com ele e tentará recorrer da ação.Foi condenado a pagar multa de R$ 25 mil, junto com o vereador Cláudio Henrique da Silva, por ter distribuído panetones e calendário com suas imagens num bairro de Araçatuba no final do ano de 2011, caracterizando propaganda eleitoral antecipada.Fez o carnaval de 2012 de Araçatuba em recinto fechado, fazendo o município ser o primeiro do Estado de São Paulo a ter um desfile em área coberta.
Em março, assinou contrato para uma empresa avaliar as condições do antigo Hospital Modelo, um esqueleto de concreto sem uso presente na arquitetura da cidade de Araçatuba sem uso por muitos anos. Cogitou-se a construção de um anexo do Fórum ou a sua demolição para a construção de um parque.Todavia o laudo mostrou que a construção é inviável para qualquer atividade, recomendando sua demolição.
Em 2012 não será possível averiguar que ruas foram recapeadas, a quantidade em quilometragem e o dinheiro gasto devido a Câmara rejeitar um pedido de solicitações de informação sobre o asfalto.
Em abril recebeu a terceira multa do TSE por propaganda eleitoral antecipada.
Em junho recebeu o Prêmio Municípios que Fazem Render Mais da Fiesp.
No fim de junho foi publicado no Diário Oficial sua condenação em primeira instância por improbidade administrativa devido a compra de kits escolares em 2009, ainda recebeu outras penalidades como cassação, proibição de contratar om o poder público, suspensão dos direitos políticos por oito anos e multa. Como cabe recurso, o prefeito não sai de imediato do cargo.
Em 1 de julho oficializou sua candidatura à reeleição.Sério e a rádio Difusora de Araçatuba, então propriedade de seu vice Carlos Hernandes receberam multa por propaganda eleitoral antecipada. Durante esse período de pré-campanha foram totalizados 5 multas ao prefeito.Em 2012 declarou  R$ 90.033,89 em bens para a Justiça Eleitoral.
Sério foi o responsável pelas articulações que levaram  a autarquia responsável pela água e esgoto do município DAEA (Departamento de Água e Esgoto de Araçatuba) à concessão por trinta anos para uma empresa privada.
Em 7 de outubro de 2012 venceu o pleito e foi reeleito prefeito de Araçatuba com 51.553 votos, na frente de Dilador Borges (PSDB) com  42.807 votos.
2013
Sério assumiu o mandato em 1 de janeiro de 2013 prometendo dar continuidade as obras paradas em 2012 e dar destaque a área de mobilidade urbana. Na área de saúde a construção de três unidades básicas de saúde, término de uma UPA e construção de outra além de reformas em outras unidades.
Em março ganhou o Prêmio Sustentabilidade Social no 3° Encontro Nacional de Gestores Municipais de Assistência Social.
Em abril veio a tona uma crise na saúde no município. Descobriu-se que médicos plantonistas não estavam recebendo pelos seus plantões, além da possibilidade de irregularidades nas horas assinadas. A Câmara dos Vereadores do município convocou assim o secretário de saúde para dar explicações. Os jornais locais mostraram a longa espera de pacientes por atendimento nas unidades de emergência de Araçatuba.

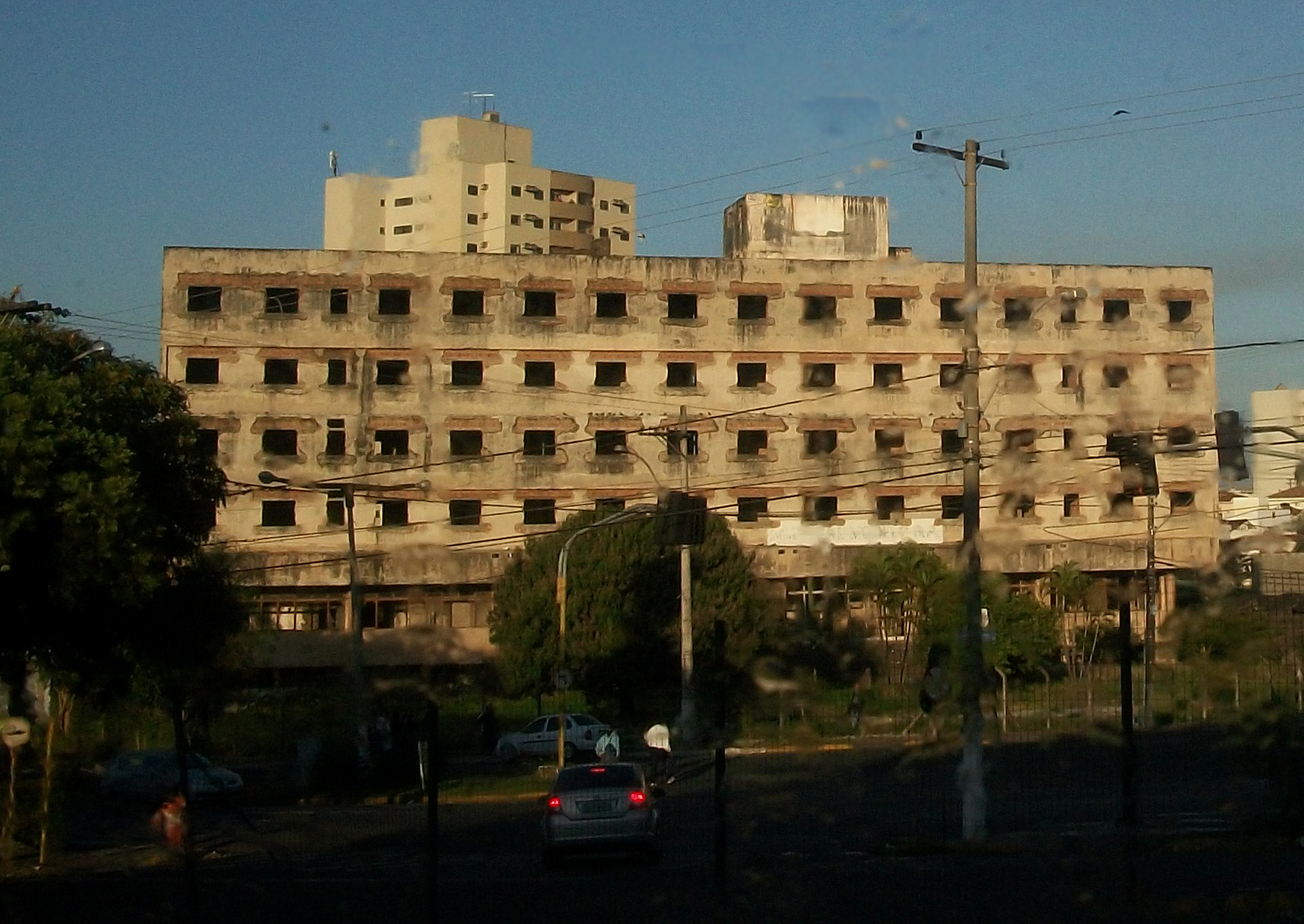
Serio assinou contrato para avaliação da estrutura do antigo Hospital Modelo e este foi revelado inviável para qualquer reforma. Em 2013 foi demolido.

Seu governo também recebeu críticas pela paralisia de diversas obras pela cidade como a Praça Rui Barbosa, Restaurante Popular e Zoológico. Devido  isso, além de motivados pelos Protestos no Brasil em 2013, reclamações de populares conseguiram que a equipe do CQC gravasse o quadro Proteste Já no município onde o prefeito foi entrevistado por Oscar Filho.
No início de agosto apresentou projeto para a reforma da Praça Rui Barbosa elaborado pela arquiteta Priscila Landre, com previsão de gastos em até R$ 1,5 milhão.
Cido Sério é o prefeito responsável pelo processo de implosão do antigo elefante branco Hospital Modelo em 12 de outubro de 2013.
No final de dezembro de 2013 enviou proposta para Câmara de Vereadores pedindo reajuste de seu salário (de R$ 17.500 para  R$ 19.500) que foi aprovada pelo plenário. No entanto, não moveu proposta para gratificação salarial de servidores plantonistas da saúde que fora reivindicado e discutido na Câmara em setembro de 2013.
2014
Em janeiro o Ministério Público acionou Cido e seu então secretário de saúde José Carlos Teixeira por irregularidades e precariedade na principal unidade de saúde de emergência do município.
Recebeu em junho um selo do SEBRAE reconhecido como prefeito empreendedor.
Até final de junho não havia concedido reajuste salarial aos servidores municipais, sendo a data-base fixada em lei em 1 de maio. As propostas apresentadas pela prefeitura eram de um aumento de 3,88 % de aumento foram negadas pelo sindicato representativo da classe o SISEMA.
Após 16 meses de reforma, entregou a revitalização da Praça Rui Barbosa em 29 de junho de 2014, ao custo de R$ 1,35 milhão.
Em outubro, o Ministério Público Federal entrou com uma com ação por improbidade administrativa contra Cido por irregularidades na instalação do Estaleiro Rio Tiête.Na esfera da Câmara Municipal o caso foi arquivado pelo prefeito ter uma ampla base de apoio naquela Casa.
A Justiça bloqueou os bens de Cido e outros quatro devido o "caso Avape": por irregularidades na contratação na empresa que prestou serviços no setor de saúde do município de 2009 a abril de 2014.
Cido vetou o IPCA como índice para a correção salarial dos servidores de Araçatuba.
Em dezembro o TJ-SP mandou Cido eliminar 43 cargos comissionados, devido a manobras para recriação de cargos que deveriam ser preenchidos através de concurso público.No dia 17, a Câmara Municipal concedeu reajuste ao salário do prefeito, elevando aos R$ 20.779,20, sendo este valor maior que os subsídios do então Governador do Estado de São Paulo e de várias cidades da região.
2015
Em março teve seus bens bloqueados pela Justiça de Araçatuba, juntamente com a Avape (Associação para Valorização e Promoção de Excepcionais), do ex-presidente da entidade Antônio Gonçalves e da construtora Raiz JFM pela reforma de Unidades Básicas de Saúde feitas pela Avape, o que seria irregular.
Em 27 de março recebeu multa no valor de cem vezes seu salário, além da manutenção da decisão de cassação de seu cargo pelos desembargadores da Justiça local, por ter exonerado servidores nomeados por lei irregular.

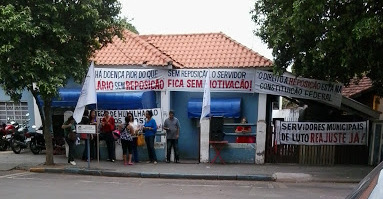
Sisema coloca faixas em ato que culminou em greve dos servidores municipais.

O juiz eleitoral Adeilson Ferreira Negri manteve o prefeito e seu vice em seus cargos, devido ao processo movido pelo MPE por irregularidades nas suas contas da campanha de 2012.
Em julho anunciou que não pagaria o 13° salário aos servidores - já acostumados a receberem a parcela adiantada nesse período - devido a crise econômica de 2014 e anunciando que o benefício seria pago até sua data limite.  O reajuste de salário dos mesmo também não foi realizado, apesar da data-base da categoria ser em 1 de maio.
Inaugurou em setembro uma unidade do Atende Fácil com investimento de R$ 5,4 milhões dividido entre município e financiado pelo Banco Interamericano de Desenvolvimento.
Em 7 de novembro, diante da afirmação do prefeito que não seria possível dar o reajuste salarial dos servidores municipais, o sindicato representante da classe deflagrou uma greve.
Após dois dias da greve ser iniciada, decidiu propor a divisão de um milhão de reais entre os servidores como forma de compensação e negociar o reajuste em breve, além de bônus sobre o excedente de impostos.
Fechou o Hospital Psiquiátrico Benedita Fernandes em 17 de novembro e anunciou o fechamento do Hospital da Mulher.
2016
Em 12 de abril foi afastado do cargo de prefeito de Araçatuba por decisão do Tribunal de Justiça de São Paulo por improbidade administrativa pela criação de cargos comissionados em 2010.
Em 30 de junho o  Superior Tribunal Federal através do ministro Ricardo Lewandowski suspendeu a liminar que o mantinha afastado da prefeitura.Foi reconduzido ao cargo em 4 de julho de 2016.
2024
Em 6 de agosto teve sua candidatura a prefeitura de Araçatuba oficializada pela Federação Brasil da Esperança (PV,PT e PCdoB)